# Chocolate

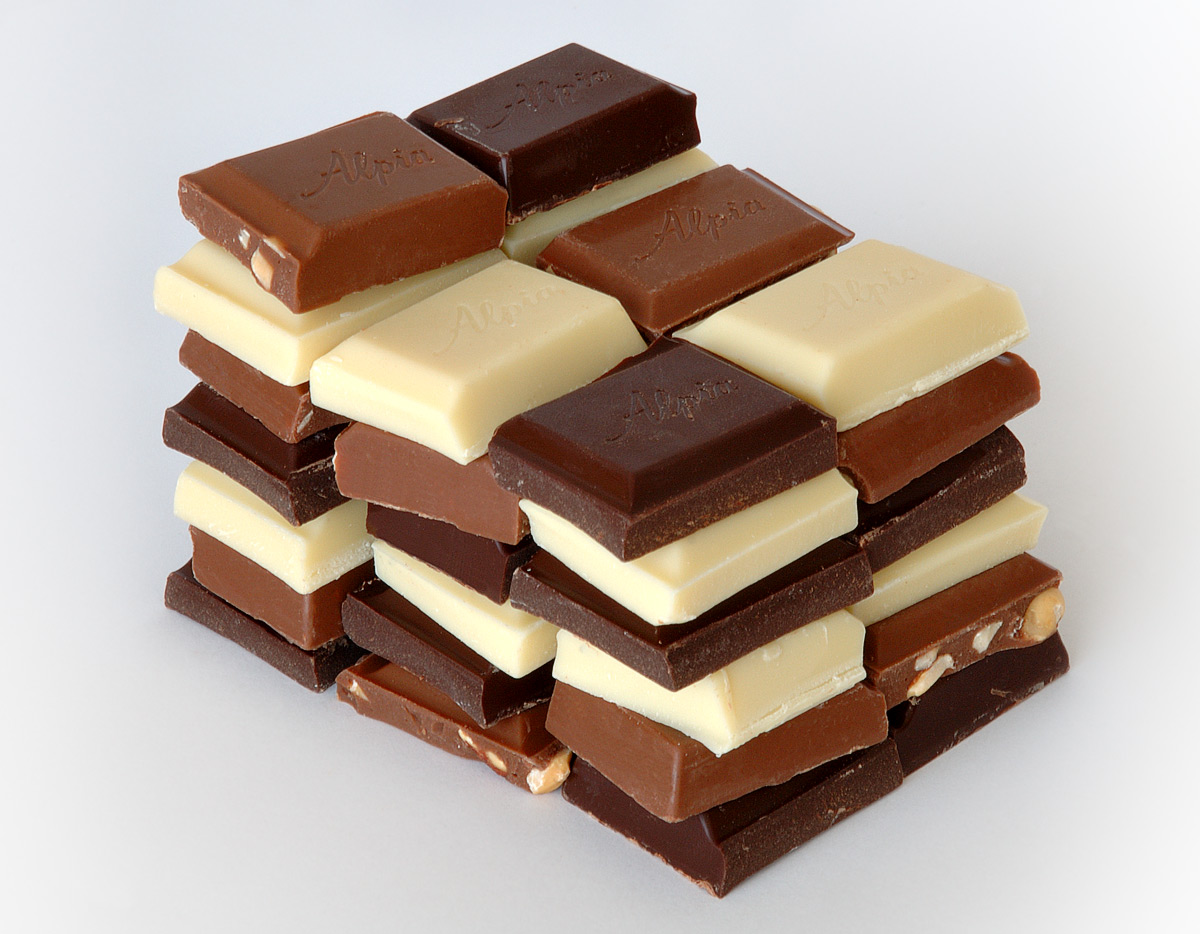
El chocolate comúnmente viene en tres variedades: negro, blanco y con leche, con el cacao en polvo contribuyendo a su coloración marrón.

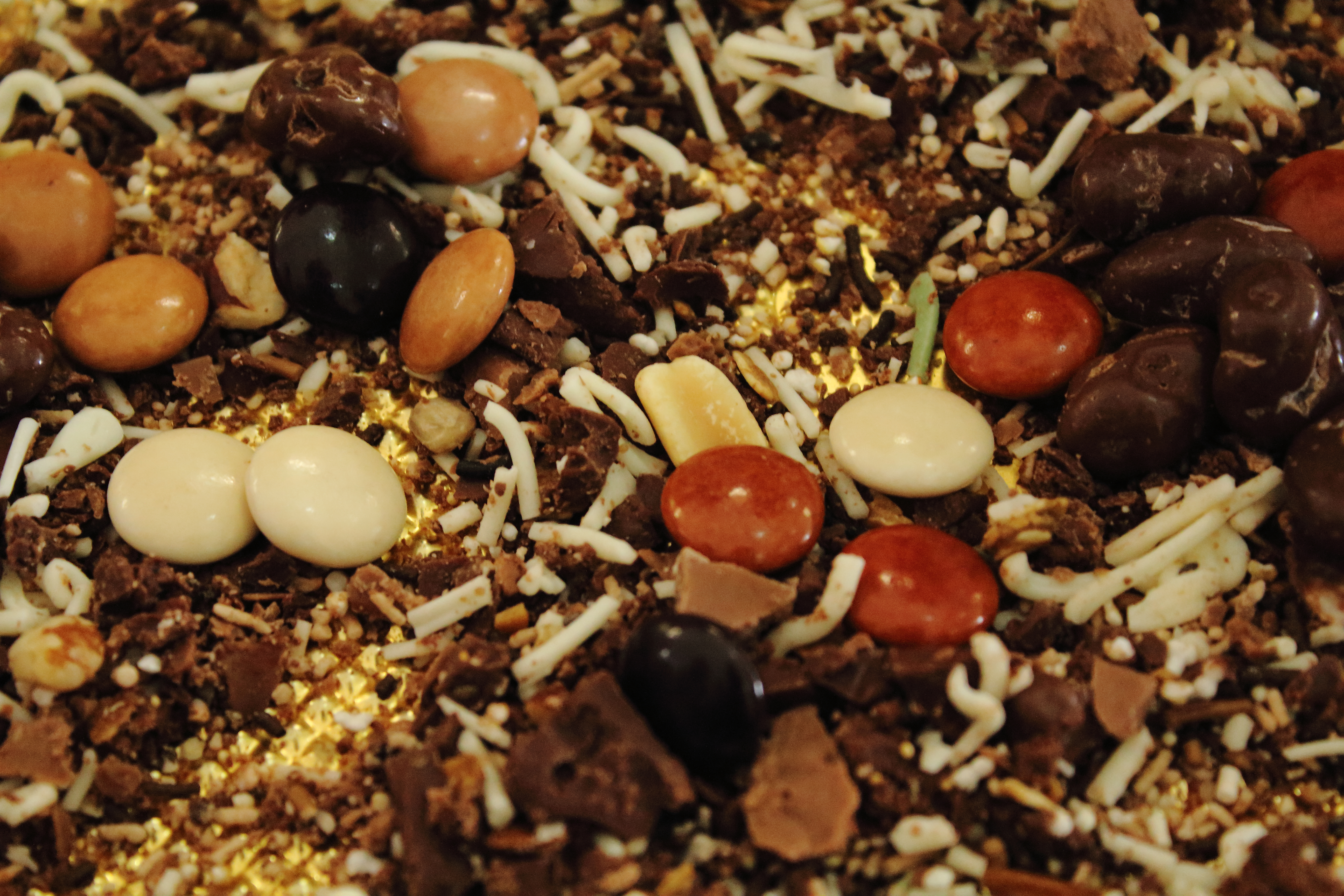
Variedades de chocolate y confites.

El chocolate (del náhuatl, xocoatl)es el alimento que se obtiene mezclando azúcar con dos productos que derivan de la manipulación de las semillas del cacao: la masa del cacao y la manteca de cacao. A partir de esta combinación básica se elaboran los distintos tipos de chocolate que dependen de la proporción entre estos elementos y de su mezcla, o no, con otros productos ya sea como leche, colorante, y/o  frutos secos.
El cacao ha sido cultivado por muchas culturas durante al menos tres milenios en Mesoamérica. La evidencia más temprana del uso del cacao pertenece a la cultura de México, Guatemala y de Honduras, con vestigios de bebidas de chocolate que datan de 1900 a. C. Los olmecas de La Venta, en Tabasco, fueron los primeros humanos en saborear, en forma de bebida, las habas de cacao molidas, las cuales mezclaban con agua y le añadían diversas especias, hierbas y guindillas y también fueron quienes comenzaron a cultivar el cacao en México. De hecho muchos pueblos prehispánicos hicieron bebidas de chocolate, incluidos los mayas y mexicas.
El botánico Carlos Linneo lo llamó Theobroma, que significa alimento de los dioses, llegando hasta el punto de ser objeto de culto para mayas y aztecas.
En la actualidad, Ghana y Costa de Marfil son los dos principales productores y exportadores de cacao a nivel global. En varias investigaciones realizadas en estos países se han demostrado multitud de casos relacionados con esclavismo, trata de personas y explotación infantil (véase: Trabajo infantil en la producción de cacao). Muchas asociaciones activistas han querido concienciar sobre las injusticias detrás del chocolate, boicoteando a empresas productoras como Cargill Cocoa u Olam International o empresas compradoras como Nestlé y Hershey's. En julio de 2019, Ghana y Costa de Marfil llegaron a un acuerdo conjunto de fijar un precio mínimo para la venta de cacao, para dignificar la vida de sus trabajadores.

## Historia del chocolate y su origen

### Origen

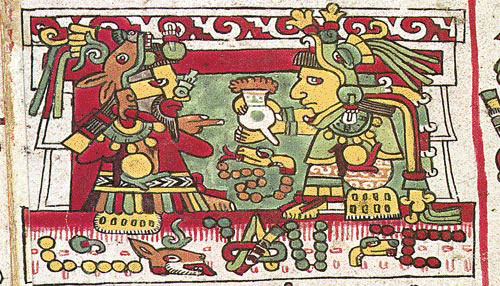
Códice Nuttall, representación de dos reyes de la cultura mixteca compartiendo una bebida de chocolate.

El origen botánico del chocolate es originario de la cuenca del Amazonas, en Sudamérica. Los primeros registros del cultivo de cacao se remontan a hace más de 4.000 años en lo que hoy es Ecuador, Perú y Colombia.
El cultivo, el consumo y la elaboración cultural del cacao eran tempranos y extensos en Mesoamérica. Cuando se poliniza, la flor del árbol de cacao forma finalmente una especie de vaina o mazorca de 10 a 35 cm de largo colgada de las ramas, dentro de la vaina hay de 30 a 40 granos almendrados de color pardo-rojo incrustados en una pulpa dulce y viscosa. Las habas o semillas son amargos debido a los alcaloides dentro de ellos, la pulpa dulce puede haber sido el primer elemento consumido por los seres humanos. La evidencia sugiere que puede haber sido fermentado y servido como una bebida alcohólica ya en 1400 a. C.
Mientras que los investigadores no están de acuerdo en que las culturas prehispánicas domesticaron por vez primera el árbol del cacao, el uso del frijol fermentado en una bebida parece haber surgido en México. Los científicos han podido confirmar su presencia en vasos de todo el mundo mediante la evaluación de la «huella química» detectable en las muestras de contenidos que quedan. Se ha encontrado un recipiente de cerámica con residuos de la preparación de bebidas de chocolate en sitios arqueológicos que datan del período Formativo Temprano (1900-900 a. C). Por ejemplo, una embarcación de este tipo encontrada en un yacimiento arqueológico olmeca en la costa del Golfo de Veracruz (México) data la preparación del chocolate por parte de los pueblos preolmecas desde 1750 a. C. En la costa del Pacífico de Chiapas, México, un sitio arqueológico de Mokayanan proporciona pruebas de las bebidas de cacao que datan incluso antes, a 1900 a. C.
Hacia el año 1500 a. C., los olmecas de La Venta en Tabasco, México, fueron los primeros humanos en saborear, en forma de bebida, las habas de cacao molidas, las cuales mezclaban con agua y le añadían diversas especias, hierbas y guindillas, y también fueron quienes comenzaron a cultivar el cacao en México. La evidencia más temprana de la domesticación de la planta de cacao data de los olmecas desde el período Preclásico. En Los Olmecas lo usaban para rituales religiosos o como bebida medicinal, sin recetas para consumo particular. Todavía queda poca evidencia de cómo se procesó la bebida.
En 2008 el Instituto Nacional de Antropología e Historia de México publicó estudios de las Universidades de Columbia, Arizona, Yale, Wisconsin y Kennesaw, en los que los análisis aplicados a una vasija encontrada en las excavaciones de Cerro Manatí, ubicado dentro del ejido del Macayal, en el municipio de Hidalgotitlán, Veracruz, concluyen que el consumo de cacao puede haberse dado 800 años antes de lo que se creía, en el período formativo (1900-900 a. C.). La vasija está datada mediante carbono 14 en 1750 a. C. y contiene restos de teobromina, componente marcador de la presencia de cacao en las vasijas es de alrededor del 1100 a. C. en el sitio arqueológico de Puerto Oculto (noreste de la actual Honduras), más recientes estudios (octubre de 2007) emprendidos por el equipo de arqueólogos dirigidos por John Henderson (Universidad Cornell) y Rosemary Joyce (Universidad de California en Berkeley) no solo ratifican que ya en el 1000 a. C. se consumía el chocolate en la región sino que muy probablemente en ésta el consumo se inició hacia ca. el 1500 a. C. Se encontró en muestras de cerámica de Belice de entre el 600 al 400  a. C. Según Michael Coe, la bebida fue popularizada por los olmecas, pero la evidencia indica una popularidad más temprana.
En los primeros tiempos el consumo parece haber sido en forma de una especie de «cerveza»; es decir, una bebida basada en la fermentación más que de los granos del cacao de la pulpa del mismo. Tal «cerveza de chocolate», cuyos restos se hallan en las vasijas cerámicas de Puerto Escondido, tendría una importante función ritual y muy probablemente se utilizaba en las celebraciones de matrimonios. Bastante posteriormente, los olmecas, mayas y mexicas (entre otras civilizaciones mesoamericanas) comenzaron a consumir el chocolate derivado de la pasta de los granos aliñada o aderezada con chile. En forma semilíquida y líquida, el chocolate solía ser bebida preferida de las realezas, que lo consumían en vasos especiales (jícaras). Igualmente era considerado (con razón) un alimento tonificante o energizante, que se podía consumir mezclado en una masa de harina de maíz mezclada con chiles y miel.
Los mexicas premiaban a los mejores guerreros de la época otorgándoles el derecho de consumir libremente chocolate. También a los soldados se les otorgaban especies de bolitas hechas con polvo de cacao para que pudieran preparar su chocolate a lo largo de la guerra.

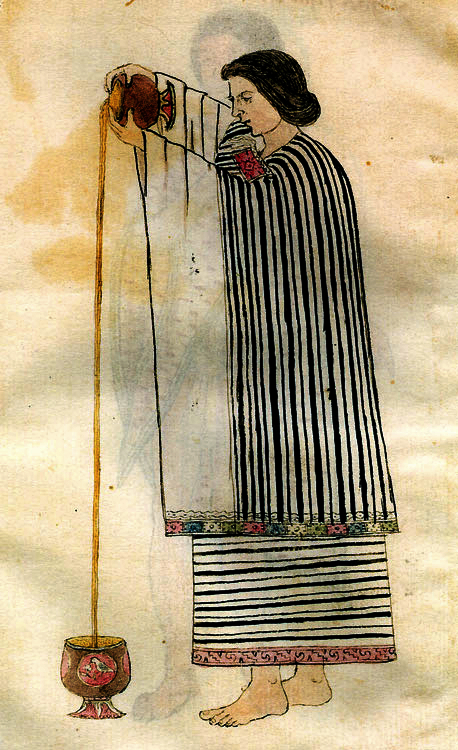
Una mujer azteca genera espuma vertiendo chocolate a partir de un recipiente a otro en el Códice Tudela.

De acuerdo a la mitología maya, Kukulkán le dio el cacao a los mayas después de la creación de la humanidad, hecha de maíz (Ixim) por la diosa Xmucané (Bogin 1997, Coe 1996, Montejo 1999, Tedlock 1985). Los mayas celebraban un festival anual en abril, para honrar al dios del cacao, Ek Chuah, un evento que incluía sacrificios de perros y otros animales con marcas pintadas de chocolate, ofrendas de cacao, plumas, incienso e intercambio de regalos.
- Siglos después de los mayas, los mexicas (aztecas) continuaron el gusto por el chocolha maya. Se sabe que el emperador Moctezuma gustaba de beber una taza de este diluido en agua, otros dicen que se tomaba 50 tazas diarias.[21] Una leyenda dice en México que el mismo dios Quetzalcóatl (casi equivalente al Kukulkán maya) en tiempos ancestrales dio a los hombres en sus manos las primeras semillas de cacao. Era un alimento muy común entre los mexicas y mayas. Su preparación se efectuaba de la siguiente manera: las semillas eran primero tostadas y luego molidas para hacer una pasta que después se mezclaba con agua. Esta mezcla se calentaba hasta que la manteca o grasa del cacao subía a la superficie. Se le quitaba la espuma y luego se volvía a mezclar –según ciertas proporciones– con la bebida; finalmente se batía enérgicamente para formar un líquido con una espuma consistente que se bebía frío. A esta preparación de base se le añadían –según el gusto– diferentes ingredientes, como chile, achiote, vainilla y miel como endulzante y harina de maíz como emulsionante básico para absorber la manteca de cacao. El resultado era una bebida sumamente energética pero también muy amarga y picante.
- En la región de Mesoamérica en México, las semillas de cacao eran tan apreciadas por los aztecas que eran usadas como moneda corriente para el comercio de la época.

### De América a Europa

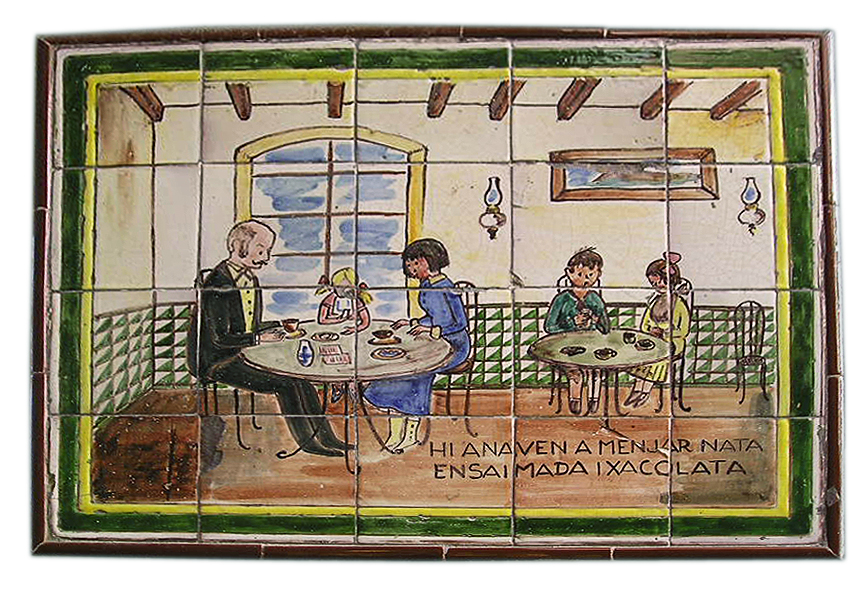
Escena de una chocolatería en la calle Petritxol de Barcelona.

El cacao también era utilizado como moneda en las culturas prehispánicas ya que era uno de los productos que se utilizaban para pagar el tributo al tlatoani.
- El primer europeo que probó esta bebida, antecedente del chocolate, pudo muy bien haber sido el mismo Cristóbal Colón en 1502 al llegar a la isla Guanaja (Isla de Pinos, en la costa de la actual Honduras), en su cuarto viaje a América. Existen diferentes versiones sobre la primera vez que llegó a España el fruto del cacao. Es posible que Cristóbal Colón también lo portase entre las muestras recogidas en el territorio de la actual Nicaragua durante ese mismo cuarto viaje, del cual retornó a España en 1504.
- Colón, a su vuelta a España, llevó muestras de cacao a los Reyes Católicos; sin embargo no tuvo éxito por su sabor amargo y picante y por su aspecto sucio. Lo que es seguro es que Hernán Cortés probó alguna de las bebidas a base de cacao que elaboraban los mayas y los aztecas con los que contactó cuando llegó al continente en 1519. Cortés, al probar el brebaje preparado por los aztecas, lo había descrito así: "cuando uno lo bebe, puede viajar toda una jornada sin cansarse y sin tener necesidad de alimentarse". Además del valor alimentario, también le había llamado la atención el valor monetario que le daban los aztecas. Y es muy posible que el propio Cortés, consciente de ese valor, lo llevara también consigo cuando volvió a España en 1529, antes de realizar la primera expedición en busca de un paso centroamericano que conectara los océanos Atlántico y Pacífico. De las muestras que decidió llevarse consigo a la España de Carlos I en 1528 es de donde surge la historia del chocolate en Europa. Al parecer fue en 1534 cuando Aguilar, uno de los monjes cistercienses de la expedición de Cortés, hizo llegar el cacao a Antonio de Álvaro, abad del Monasterio de Piedra de Zaragoza, donde se elaboró chocolate por primera vez en España y en Europa, y donde aún se sigue elaborando un chocolate de altísima calidad, cuya elaboración es un secreto que guardan los monjes celosamente[cita requerida].
- En el siglo XVI, Hernán Cortés introdujo en la corte real el chocolate que bebían los aztecas. Las damas de la realeza española se lo reservaban para ellas y lo tomaban a sorbitos en secreto, condimentado con especias y a veces con pimienta. La bebida de chocolate fue popular entre los religiosos de México, y cuando regresaban a España trajeron el cacao consigo para tener esa bebida. Con el tiempo se introdujo en los estratos más altos de la sociedad europea. Esta bebida la consumían mucho los miembros de la Iglesia española porque la consideraban un alimento que no rompía el ayuno (aunque sobre este tema hubo fuertes discusiones eclesiásticas). Lo cierto es que todo apunta a que ya se elaboraba chocolate en España antes del segundo tercio del siglo XVI.[22]
- La incorporación de azúcar (y de especias como vainilla y canela) a esta bebida –pudiendo así denominarse chocolate con un sentido actual– es una idea con origen incierto: por un lado se sabe que en México alrededor de finales del siglo XVI gracias a la Nao de China llegaba a gran escala la canela procedente de la isla de Ceylán o Sri Lanka y está claro que la extensión por parte de los españoles del cultivo de la caña de azúcar en América pudo haber facilitado que fuese allí donde se mezclasen ambos productos por primera vez. Por otro, es recurrente la noticia de que eso solo ocurrió al llegar el cacao a Europa. En cualquier caso, tal combinación se asocia casi siempre a obra de miembros de órdenes religiosas: las monjas de un convento de Oaxaca (México) que añadieron azúcar al cacao en 1529 (y que luego fundaron el antiguo monasterio de Santa Catalina de Siena de Oaxaca en 1540 —en la actualidad un hotel—) y el Monasterio de Piedra, en Zaragoza, son los dos lugares, en América y Europa respectivamente, que parecen haber sido los primeros en poner en práctica por primera vez esa combinación.
- Había, por lo demás, algunos desacuerdos entre las altas esferas eclesiásticas por el supuesto poder excitante que generaba en quienes lo tomaban. Por ejemplo, el obispo de Chiapas tuvo que prohibir su consumo dentro del recinto de la iglesia porque las damas españolas, para hacer más llevaderos los minuciosos sermones, se hacían servir chocolate por sus criados y lo bebían durante la ceremonia. Este hecho irritó al prelado, quien amenazó con excomulgarlas si seguían con esa práctica.
- Puede argüirse también que fueron misioneros jesuitas, no exploradores del Nuevo Mundo, los responsables de llevar por primera vez el chocolate a España, Italia y Francia a través de su red internacional de conventos y monasterios. Fue también mediante los misioneros jesuitas como los granos de cacao en crudo, sin procesar, empezaron a exportarse en barco a Europa[cita requerida].

### SigloXVII: la expansión por Europa
Durante el siglo XVII, el chocolate era considerado tanto un medicamento como un alimento, y no una bebida de compañía y de placer.
- En 1606 llega la fabricación del chocolate a Italia, a través de Francesco Carletti tras un viaje a las posesiones españolas de América (aunque otras fuentes indican que el introductor fue Manuel Filiberto de Saboya, general de los ejércitos españoles). A través de Carletti tenemos las primeras referencias a la elaboración del chocolate por parte de los indígenas (semillas de cacao tostadas, agua y azúcar) y, sobre todo, a la existencia de cacao solidificado en cuadraditos, que servía para ser transportado en los viajes como provisión, y que si era necesario se disolvía en agua.
- En 1615 llega el cacao a Francia a través del matrimonio de la hija de Felipe III, Ana, con el rey Luis XIII de Francia.
- En 1646 llega a Alemania desde Italia. Durante años, los alemanes lo consideraron como una medicina, y solo se vendía en droguerías y farmacias.
- En 1657 empieza a extenderse por Inglaterra, donde por primera vez en Europa el chocolate se ofrece en forma de pastelillos (1674). Más importante es la fecha de 1746, pues en un club de aficionados al chocolate se produce una gran innovación: el agua, lo único empleado hasta entonces para mezclar con el cacao, se sustituye por leche, añadiendo a veces huevos, alcohol y vino añejo.
- Alrededor de 1660 se eliminaron todas las especias utilizadas en la elaboración del chocolate. En España, se preparaba una mezcla con 28 g de chocolate, 57 g de azúcar y un cuarto de litro de agua, se calentaba y se batía hasta producir espuma. En Francia, se solía sustituir la mitad del agua por leche.
- A finales del siglo XVII aparecen las primeras chocolateras: tanto el recipiente en el que se preparaba específicamente el chocolate como el que se utilizaba para servirse. El primero era resistente al fuego, a menudo de cobre estañado, bastante alto y con un orificio en la tapa para permitir la salida del mango del molinillo con el que se daba vueltas al chocolate. La chocolatera de servicio –de porcelana o de plata– tenía una tapa con un asa para facilitar su apertura y el mango de madera estaba colocado en ángulo recto. Para asegurar la estabilidad al hervir a menudo se colocaba en un soporte con tres patas altas lo que permitía situarla sobre un hornillo de alcohol. También se fabricaron tazas especiales para el chocolate, mancerina en España y la trembleuse en Francia.

### SigloXVIII
- Para preparar el chocolate era indispensable el molinillo: un batidor de madera con el que se revolvía la bebida de cacao para hacerla más homogénea, aterciopelada y espumosa. El proceso de elaboración desarrollado por los españoles a comienzos del siglo XVIII consistía en lo siguiente: una vez tostado, descascarillado y molido, la masa del cacao era molida hasta dejarla convertida en una fina pasta y mezclada con mucha azúcar, canela, vainilla, almizcle y colorantes. Se daba al chocolate forma de bloques, pero aun así se utilizaba básicamente para preparar bebidas y apenas se empleaba como golosina o para hacer pasteles.
- En 1711, Carlos VI, pretendiente a la corona de España en la guerra de sucesión, se convierte en emperador austriaco y se traslada de Madrid a Viena, llevando la afición española por el chocolate a la capital austríaca. Viena se hizo famosa por sus exquisitas tazas de chocolate servido con vasos de agua fresca.
- En 1755 los estadounidenses descubren el chocolate. La primera fábrica fue fundada en 1765. Quaker Milton Hershey introduce la tableta de chocolate con leche y almendras a principios del siglo XX.
- A los europeos les encantaba el nuevo sabor y también les atraían las supuestas propiedades curativas del chocolate. En 1763, los cerveceros británicos se sintieron tan amenazados por la creciente popularidad de este producto, que pidieron que se dictaran leyes para limitar su fabricación. La feroz competencia en la industria chocolatera condujo a que algunos le añadieran almidón para que rindiera más y los ingleses incluso le agregaban una pizca de ladrillo pulverizado para intensificar su color. La demanda de chocolate de mejor calidad y sabor seguía aumentando.
- El repostero español Juan de la Mata escribe uno de los primeros tratados sobre la repostería, Arte de repostería: en que se contiene todo género de hacer dulces secos, y dedica varios capítulos acerca de cómo se elabora el chocolate en España.[23]

### SigloXIX

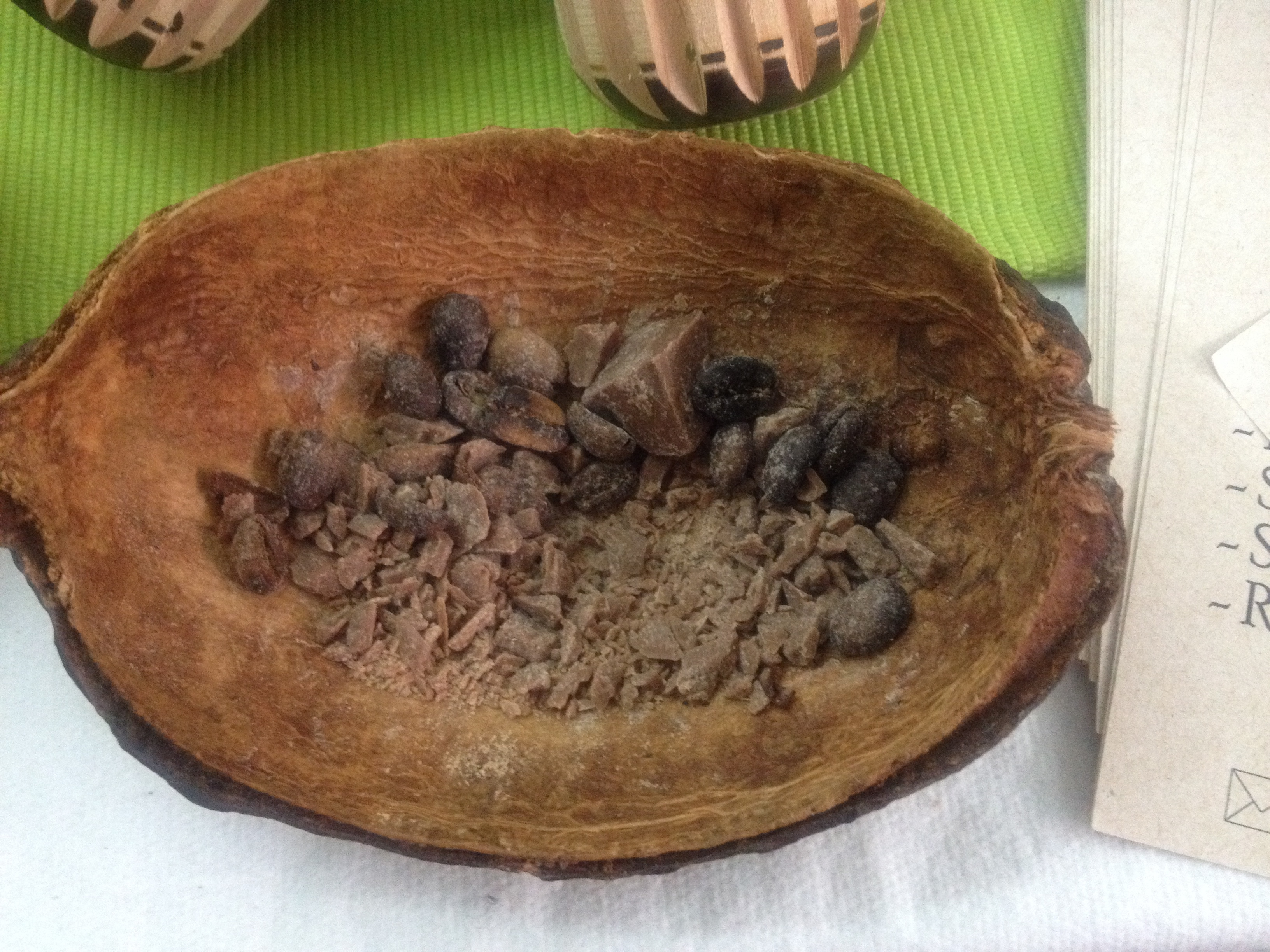
Chocolate en su forma primaria. Previa a la solidificación.

- La elaboración artesanal del chocolate se sustituyó en 1777 en España por la mecánica. A comienzos del siglo XIX, junto con el desarrollo de las plantaciones de cacao en todo el mundo, la industria del chocolate se organizó y perfeccionó en varios países.
- El primer paso importante fue la solidificación del chocolate para obtener la tableta. El italiano Doret fue el primero que solidificó el chocolate en Turín.
- La primera fábrica de chocolate se instala en Suiza en 1819.
- La primera tableta fue la de Fry and Sons, en Inglaterra sobre 1847, una mezcla de licor, cacao y azúcar que se presentaría comercialmente en Birmingham en 1849 bajo el nombre de Chocolat Dèlicieux à Manger.
- El segundo paso lo dio hacia 1828 un neerlandés, Conrad Van Houten, al inventar una prensa hidráulica que conseguía exprimir los granos molidos del cacao y separar bien la manteca del nuevo producto que se podía obtener gracias a ese desgrasado: el polvo del cacao. La máquina podía extraer hasta el 50 % de la manteca del cacao. Junto con el desarrollo del proceso conocido como dutching (añadir potasa para rebajar el color y lograr que el cacao se disuelva más fácilmente en leche o en agua), los holandeses se colocaron a la cabeza de la producción de chocolate.
- El tercer hito fue italiano y consistió en el invento de los bombones (llamados en idioma piamontés 'divu' = colilla): gordos como bellotas, se preparaban con una pasta de cacao hecha a mano y moldeada toscamente. El bombón gianduja es de origen italiano y toma su nombre de la máscara turinesa.
- El cuarto gran momento fue suizo: la invención del chocolate con leche hacia 1875 por parte de Daniel Peter gracias al aprovechamiento de la harina láctea (leche en polvo) creada por Henri Nestlé. También es invento suizo el 'conchado'.
- Durante el siglo XVII se enfrentaron dos escuelas de degustación del chocolate en bebida: la española afín al chocolate espeso, donde se mojaba pan o pasteles, y la francesa, gustosa del batido espumoso y bebido rápidamente.
- En la segunda mitad del siglo XIX, como se ha descrito, los suizos inventaron un proceso para refinar aún más el chocolate. Dicho proceso, denominado conchado u homogeneizado, consiste en pasar la pasta entre unos discos de porcelana durante varias horas, lo que produce un chocolate suave que se derrite en la boca. Los entendidos afirman que el chocolate de mejor calidad es el que se homogeneiza por un mínimo de setenta y dos horas.
- Empresarios ingeniosos como Hershey, Kohler, Lindt, Nestlé, Peter, Suchard y Tobler —nombres familiares debido a ciertas marcas de chocolate— aportaron mucho a esta industria, bien inventando maquinaria más eficaz, bien mejorando las fórmulas.
- La variedad criolla del chocolate es la más cara y rara en los mercados de Estados Unidos y Europa, pero es una bebida común en Centroamérica.

Según la Revista Internacional de Acupuntura, el tipo de cacao más preciado es el criollo, oriundo de Venezuela. Sus granos, muy aromáticos, son menos ácidos y muy poco amargos. Los árboles de la variedad forastero son robustos, resistentes y, por su alto rendimiento representan la parte principal de la producción mundial. Sus granos poseen un sabor más intenso, muy pocos aromas secundarios y son amargos o ácidos.

### SigloXXI: el movimiento «del haba a la tableta»
El movimiento bean to bar o chocolate «del haba a la tableta» aparece a principios del siglo XXI en Estados Unidos y se extiende hasta llegar a ser popular entre los consumidores de nivel adquisitivo alto. Con la misma velocidad se desvirtúa y las grandes empresas comienzan a utilizar "bean to bar" en sus etiquetas de modo que es preciso una reformulación de los términos del mismo.
El movimiento llega primero a Europa y un poco después a Latinoamérica y Asia. También con la misma velocidad se replantean sus bases, las cuales podríamos resumir así:
- Respecto a la materia prima: 
  - Selección del cacao en origen de variedades "fino de aroma", criollos o trinitarios mayoritariamente, con especial interés por los procesos de cosecha y post-cosecha.
  - Cultivado respetuoso con el medio ambiente y con las personas que lo producen.
- Respecto al trabajo en el obrador:
  - Procesado en pequeños lotes o "batches".
  - Control de todos los procesos hasta el moldeado.

Esta corriente de trabajo está aumentando de forma muy importante en todo el mundo aunque no supone aún ni el 10% del total del chocolate producido.

## Etimología
Para muchos, la palabra chocolate es una adaptación de la palabra náhuatl xocoatl, que hacía referencia a una «bebida espumosa hecha de cacao» y cuyo significado literal es agua agria.
Se postulan por tanto dos etimologías para xocoatl:
1. Se trata del resultado de añadir a la palabra de origen náhuatl (de la región centro-occidente de México) ātl («agua») la palabra xoco («agrio»), la palabra xocolia («agriar») o xocolli («cosa agria»).[2]
2. Se trata de una adaptación de chocolhaa, palabra proveniente del maya que, literalmente, significa «líquido o bebida caliente» pero el término maya de designio del chocolate es Chukwa' que contradice a dichos autores.

- Michael Coe, profesor emérito de Antropología en Yale, curador del museo Peabody de Yale y coautor del libro The True History of Chocolate (1996), afirma que la palabra xocoatl "no aparece en ningún texto o fuente antigua (previa a la conquista), en idioma nahuatl, el lenguaje de la cultura azteca". Él además cita al distinguido filólogo mexicano Ignacio Dávila Garibi, quien propone que "los españoles crearon la palabra al tomar la palabra Maya chocol y luego reemplazaron el vocablo maya para agua haa, con la Azteca atl."
- El filólogo Joan Corominas expone la siguiente hipótesis: como las noticias más antiguas acerca de la preparación de este brebaje son de que los antiguos mexicanos lo hacían con semilla de ceiba (pochotl) y de cacao (cacahuatl), quizá provenga de pocho-cacahua-ātl, bebida de cacao y ceiba, abreviado por los españoles en chocahuatl; en la forma actual pudo haber influjo fonético de otros brebajes mexicanos, como pozolātl (bebida de maíz cocido) pinolātl (bebida de pinole), y chilātl (bebida de chile).
- Según el misionero inglés Thomas Gage, que se refirió al chocolate en 1648, el término tendría un origen onomatopéyico, pues xoc imitaría el ruido que producía la bebida cuando se agitaba en el recipiente en el que se preparaba o batía.

## Elaboración del chocolate

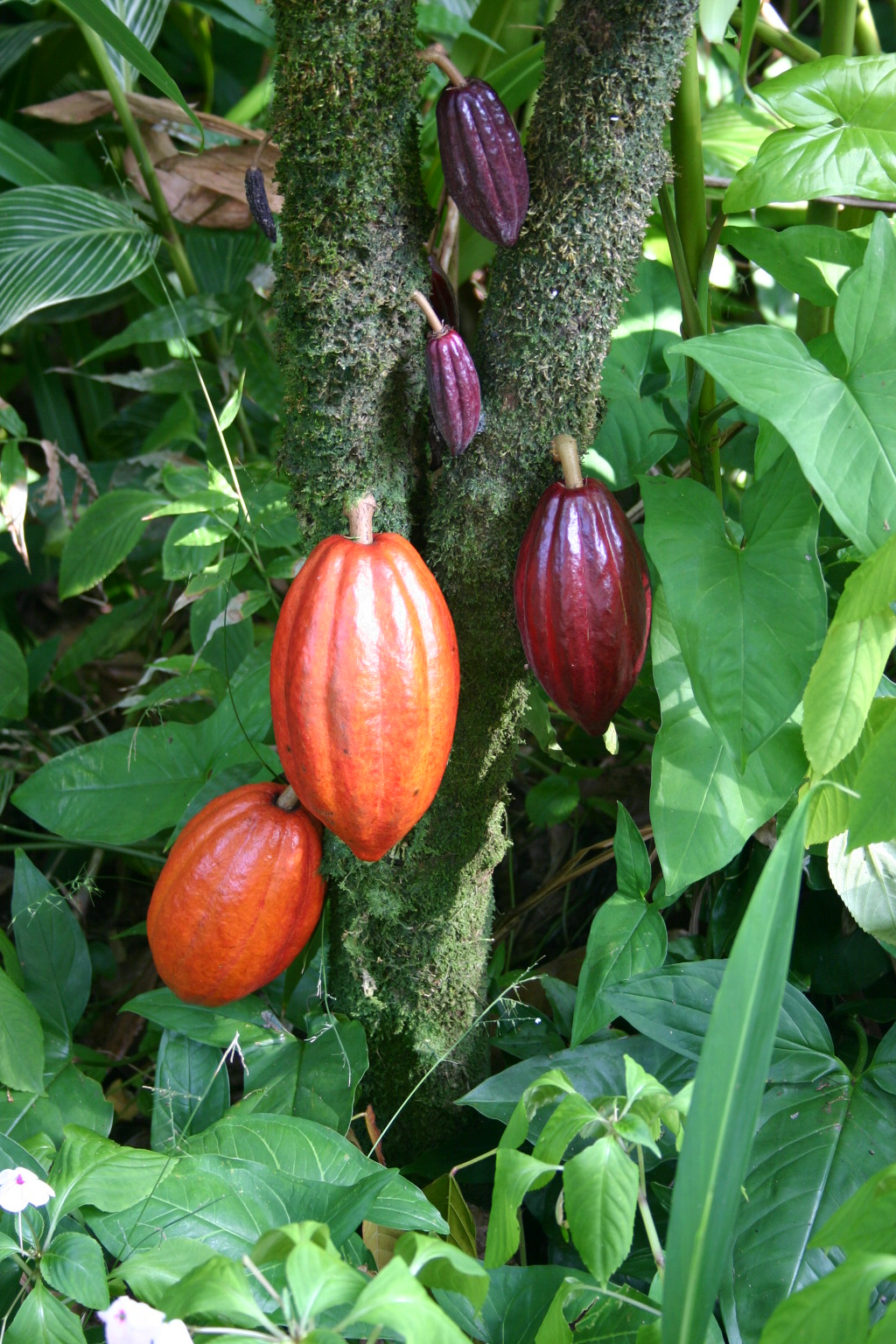
Planta de cacao mostrando los frutos que contienen las semillas de donde se extrae el chocolate.

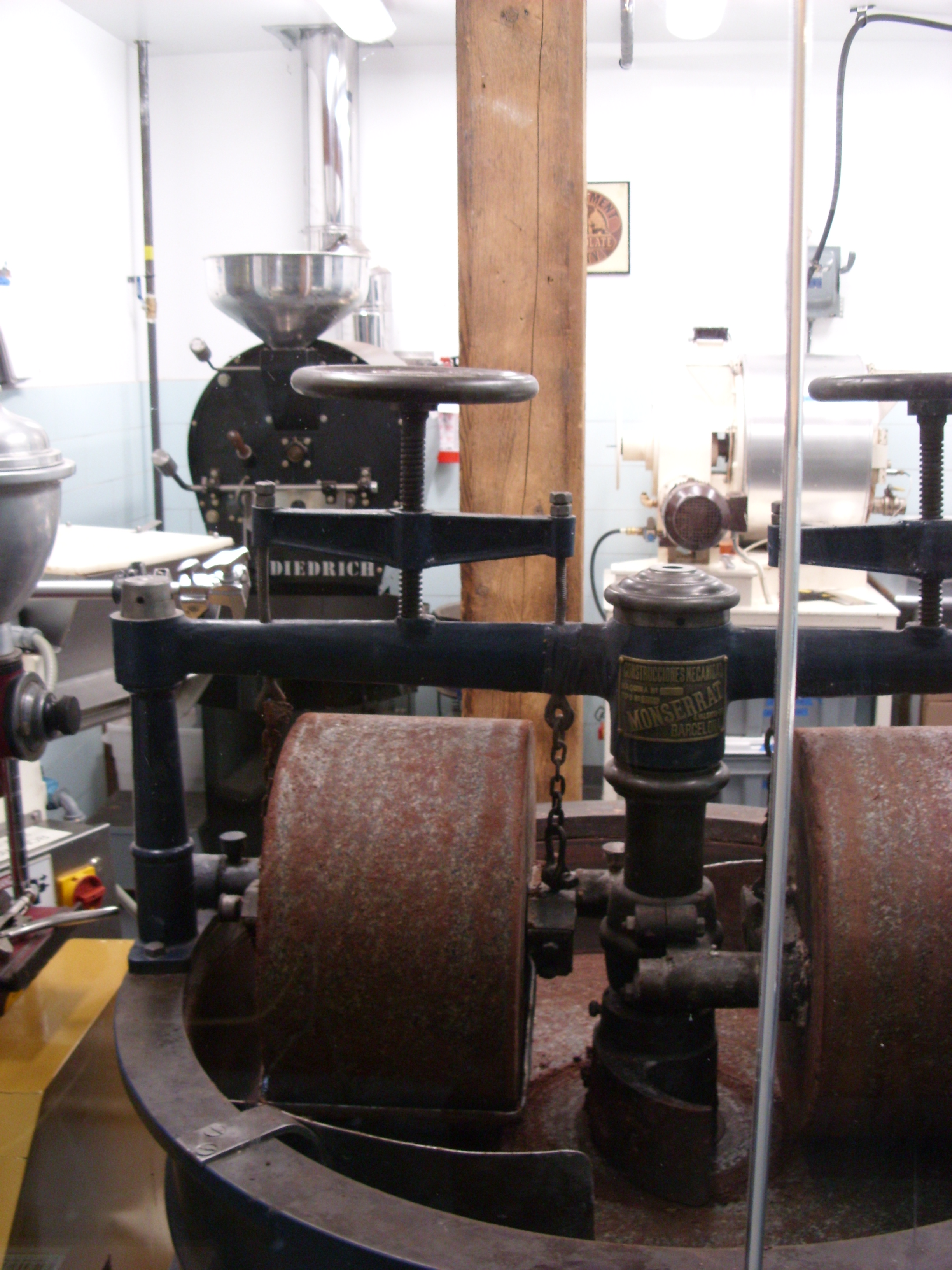
Maquinaria para el proceso "a la piedra" de las semillas de cacao.

Tras el tratamiento al que se somete a las habas de cacao en las zonas de recolección, estas se envían a las distintas fábricas chocolateras. Al llegar, los granos se examinan y se clasifican.
Lo primero que se realiza es el lavado y tostado de las habas del cacao; el objetivo es aumentar el aroma y favorecer el desprendimiento de la piel de las semillas. Un sistema de cepillado posterior permite eliminar esas pieles y las impurezas o cuerpos extraños.
A continuación, se realiza la torrefacción de las habas del cacao, un proceso importantísimo para la calidad final del producto. En unas grandes esferas giratorias, las habas se tuestan durante unos pocos minutos a entre 110 y 120 °C, eliminándose la humedad y la acidez, al tiempo que se favorece el desarrollo de los aromas. Cada tipo de grano que formará parte de una determinada mezcla de chocolate se tuesta por separado.
Después de su enfriamiento, las habas, cuyas cáscaras han comenzado a explotar por el efecto de la torrefacción, se llevan a una máquina de descascarillar y cribar, que abre los granos tostados y separa los pellejos, más ligeros, de la parte comestible, más pesada.
Las cáscaras y hollejos se reciclan como compost para jardines, o para elaborar mantecas de baja calidad llamadas comercialmente Cocoa.
La cocoa tiene un perfume y un sabor relativamente similar al del chocolate en polvo, pero que carece de las características originales del chocolate hecho a base de cacao. Se consigue mayormente de manera industrializada y es de color marrón oscuro. La cascarilla sirve para hacer bebidas todavía típicas de algunos lugares, solo se pone a macerar un puñado de cascarilla unos minutos, luego esta se hierve con leche y se bebe caliente. Pero esta bebida resultante carece de nutrientes y en algunas ocasiones la cascarilla suele contener cobre en cantidades altas. Por ser muy amarga, la cocoa es un recurso con gran rendimiento económico sobre todo para las industrias que modifican el sabor de la cocoa con grandes cantidades añadidas de azúcar que necesita por ser tan amarga.
El siguiente paso es la mezcla. Determinadas cantidades de diferentes variedades de granos son pesadas e introducidas en un depósito cilíndrico, previamente a su paso a las máquinas de molienda. La mezcla de diferentes granos para hacer cacao en polvo es menos exigente que la del chocolate.
A continuación, se muelen las habas del cacao. Las habas trituradas pasan a través de una batería de molinos y se someten a un batido a una temperatura constante de 60-80 °C; la duración de este tratamiento puede ir de las 18 a las 72 horas. La duración influye en la textura del chocolate resultante: a menos batido, mayor aspereza. Por efecto de la trituración, el tejido celular de las habas, que contiene de un 50 a un 60 % de manteca de cacao, permite la liberación en parte de esta grasa, que luego se licúa por efecto del calor generado por el frotamiento. El resultado es una pasta fluida pero densa, la pasta de cacao: una suspensión de sustancias con cacao en manteca de cacao.
Para su utilización en los diferentes productos, esta pasta se homogeneiza y se calienta a 100 °C, para ser luego propulsada en prensas hidráulicas verticales u horizontales; el contenido remanente de manteca de cacao en la torta prensada dependerá del tipo de prensa. Se extrae así la mayor cantidad posible de manteca de cacao, que se filtra y se compacta en grandes bloques. La pasta de cacao, con un porcentaje de grasa reducido entre el 8 y el 22 %, se presenta en forma de pan u hogaza. Esta parte sólida es durísima, pues se solidifica a 600 atmósferas.

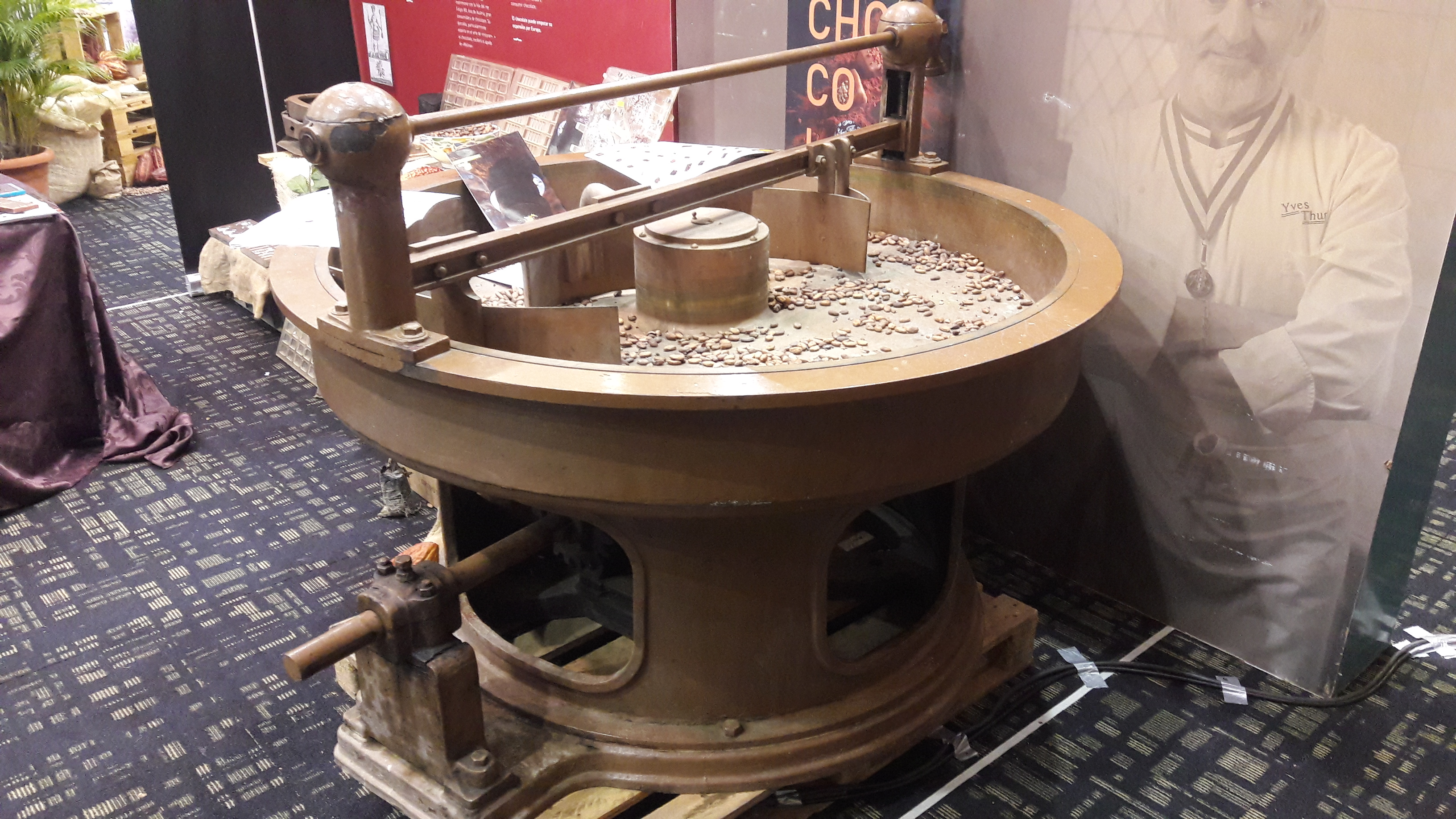
Tostadora de cacao.

El característico crujido y el delicado brillo del buen chocolate es debido a la estructura cristalina de la manteca de cacao.
La manteca de cacao, aparte de su utilización en la elaboración de chocolate, se usa para la elaboración de jabón y cosmética, por tener un punto de fusión ligeramente inferior a la temperatura corporal, lo que la convierte en una base perfecta para lápices de labios y otras cremas.

## Conservación
El chocolate debe conservado en un lugar seco y fresco para evitar la aparición de capas blancas. El blanqueo del chocolate se debe a las azúcares y grasas que resurgen debido a cambios de fase en la cristalización.

## Mezclas de cacao
El sabor final del chocolate depende de la selección y mezcla de diversos tipos de granos de cacao. A estos tipos de granos de cacao pueden subdividirse entre las variedades fuertes y las suaves, que se suelen mezclar proporcionalmente:
- Variedades fuertes: Santa Lucía, Acra, Trinidad, Granada, Surinam, Cuba y Dominicana.

- Variedades suaves: Sri Lanka, Mauritius, Caracas, Arriba, Java, Madras, Jamaica y Seychelles.

## Tipos

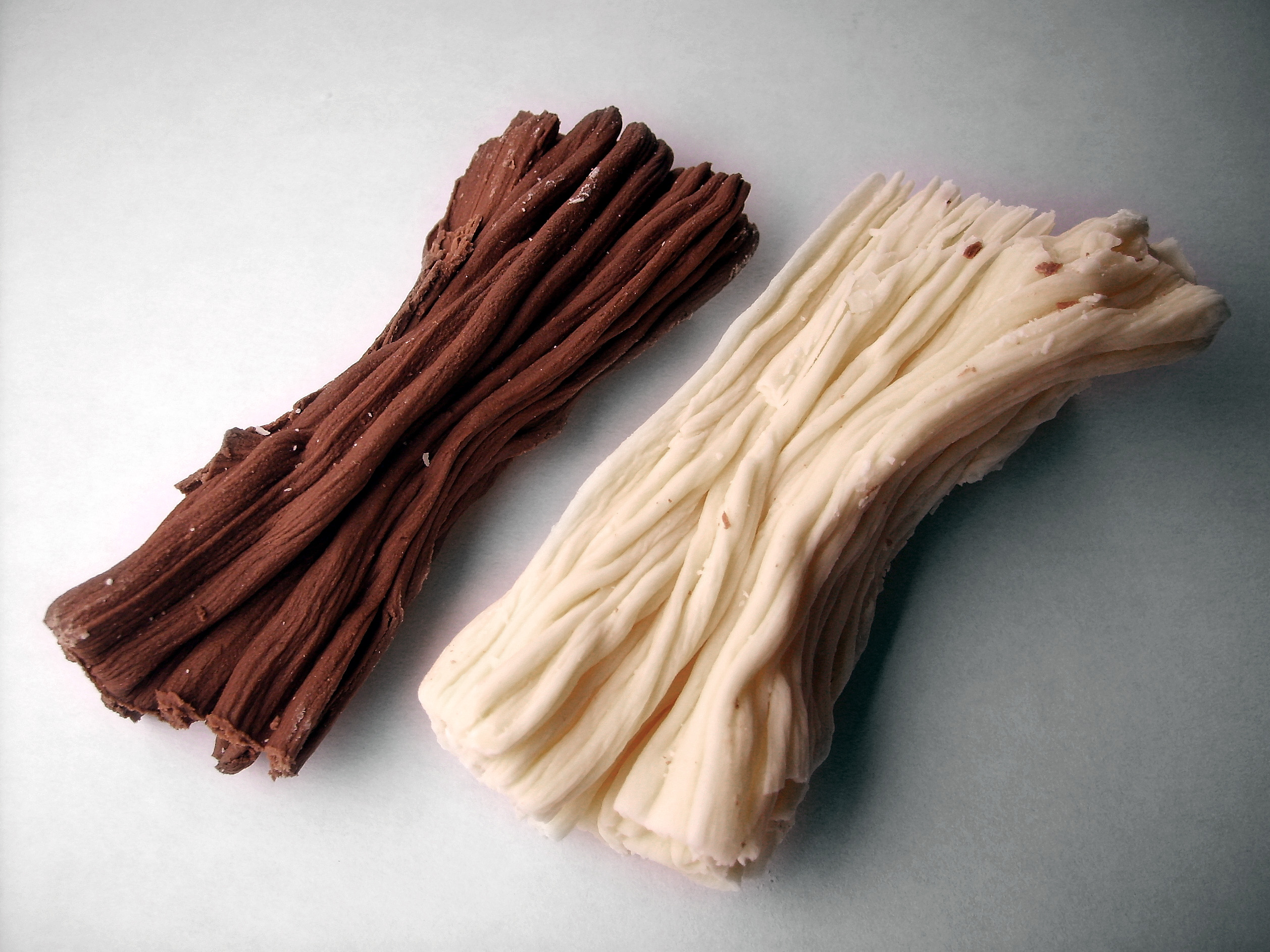
Chocolate en rama (leñas), blanco y negro.

La elaboración del chocolate pasa por su última fase con la cuidadosa mezcla de la pasta y la manteca de cacao con azúcar, refinando la composición resultante por medio de trituradoras-refinadoras que producen una pasta muy delgada. A continuación, se efectúa la operación más importante, el conchado (o concheado), que le dará al chocolate toda su finura y su untuosidad.
El conchado es un amasado suplementario en artesas que, originalmente, tenían forma de concha. La pasta es batida y estirada en la artesa por unos rodillos, con un lento movimiento de vaivén, durante un periodo de tiempo y a una temperaturas que varían según el producto que se quiera obtener (en todo caso, unas horas y, a menudo, varios días). Todas estas operaciones se realizan a una temperatura superior al punto de fusión de la manteca de cacao que, por lo tanto, se mantiene líquida.
El último paso es el templado, que consiste en fundir completamente el chocolate a 50 °C para que se rompan las estructuras cristalinas de la manteca de cacao, enfriarlo a 30 °C para devolverle la estructura, y, finalmente, aumentar ligeramente la temperatura para que los cristales se agrupen de nuevo en pequeñas cadenas.
Normalmente, el chocolate lleva añadida vainilla (o algún derivado como la vainillina) como aromatizante, y lecitina de soja como emulsionante y estabilizante para mejorar la textura y mantener las cualidades del chocolate; en total, ambos productos no superan el 1 % del chocolate.
Los distintos tipos de chocolate se elaboran modificando las proporciones entre sus componentes y añadiendo otros productos a la composición básica de pasta, manteca y azúcar. Su presentación puede ser en forma de tableta o en polvo:

### En tableta

#### Chocolate negro

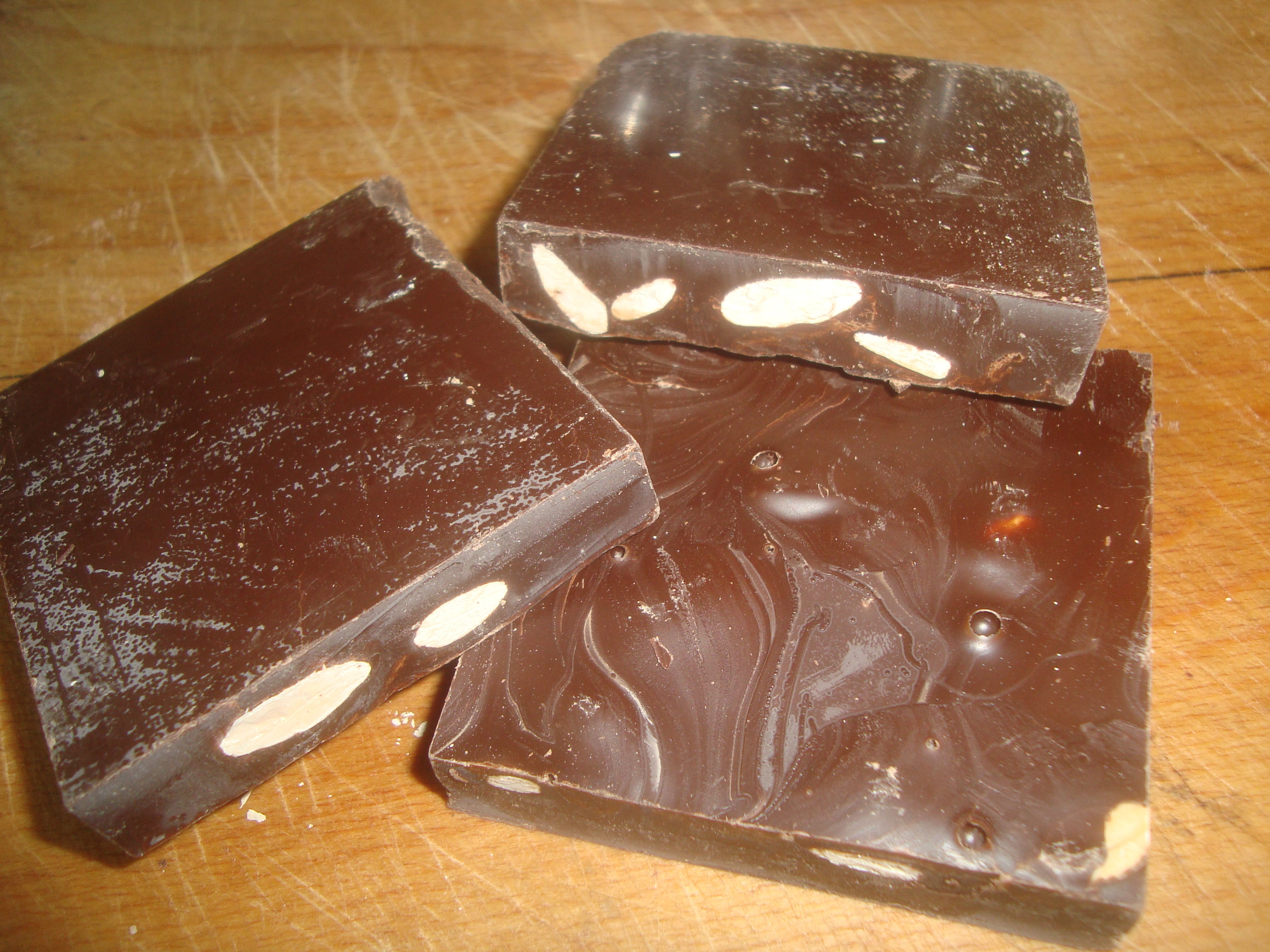
Chocolate duro con almendras tostadas, elaboración artesana.

El chocolate negro (llamado también chocolate fondant; chocolate oscuro; chocolate amargo; chocolate bitter; chocolate amer; chocolate duro) es el chocolate propiamente dicho, pues es el resultado de la mezcla de la pasta y manteca del cacao con azúcar, sin el añadido de ningún otro producto (exceptuando el aromatizante y el emulsionante más arriba citados). Las proporciones con que se elabora dependen del fabricante. No obstante, se entiende que un chocolate negro debe presentar una proporción de pasta de cacao superior, aproximadamente, al 50 % del producto, pues es a partir de esa cantidad cuando el amargor del cacao empieza a ser perceptible. En cualquier caso, existen en el mercado tabletas de chocolate negro con distintas proporciones de cacao, llegando incluso hasta el 100 %.
Se considera un alimento afrodisiaco porque gracias a su contenido de magnesio ayuda a combatir las contracciones musculares y dolores premenstruales. En lugares como Oaxaca, México se añade almendra a su preparación y es elaborado en piedra, en la actualidad existen grupos de artesanos como los "chocolateconalas" que aún mantienen esta tradición.
En algunos casos, se suele sustituir el azúcar por algún edulcorante (principalmente sucralosa). En este caso se utiliza para regímenes dietéticos.

#### Chocolate de cobertura
El chocolate de cobertura es el chocolate que utilizan los chocolateros y los pasteleros como materia prima. Puede ser negro o con leche, pero en todo caso se trata de un chocolate con una proporción de manteca de cacao de alrededor del 30 %, lo que supone el doble que en los otros tipos de chocolate. La cobertura se usa para conseguir un alto brillo al templar el chocolate y porque se funde fácilmente y es muy moldeable.

#### Chocolate a la taza
El chocolate a la taza es el chocolate negro (normalmente, con una proporción de cacao inferior al 50 %), al que se le ha añadido una pequeña cantidad de fécula (normalmente, harina de maíz) para que a la hora de cocerlo aumente su espesor. Suele disolverse en leche. Hay diversidad de gustos en ellos, se puede encontrar amargo, semi-amargo y/o dulce. Hoy en día es posible encontrar también este chocolate en los comercios en forma ya líquida.

#### Chocolate con leche
El chocolate con leche es el derivado del cacao más popular. Se trata, básicamente, de un dulce, por lo que la proporción de pasta de cacao suele estar por debajo del 40 %. No obstante, buena parte de las más importantes marcas de chocolate producen tabletas de chocolate con leche con proporciones de cacao inusuales, por encima incluso del 50 %, dirigidas tanto al mercado de los gourmets como al negocio de la pastelería. El chocolate con leche, como su nombre indica, lleva leche añadida, en polvo o condensada.

#### Chocolate blanco
En el caso del chocolate blanco, estrictamente, no se trata de chocolate como tal, pues carece en su composición de la pasta de cacao, que es la materia que aporta las propiedades del cacao. Se elabora con manteca de cacao (por lo menos, el 20 %), leche (en polvo o condensada) y azúcar. Es un producto extremadamente energético y dulce (no posee regusto amargo). Visualmente muy atractivo, es un elemento decorativo muy usado en la repostería.

#### Chocolate rosa
El chocolate rosa, completamente natural y sin ningún tipo de aditivo ni colorantes añadidos, se obtiene de la semilla del cacao ruby.

#### Chocolate relleno
El chocolate, como indica su nombre, es una cubierta de chocolate (en cualquiera de sus variantes y con un peso superior al 25 % del total) que recubre frutos secos (avellanas, almendras...), licores, frutas, etc., así como galletas tipo wafer.

### En polvo
El chocolate en polvo tiene por objeto su disolución en leche. Se elabora con una proporción de cacao que oscila entre un 25 y un 32 %, y se presenta más o menos desgrasado.

## Productos derivados

### Chocolatinas
Es común en los supermercados la comercialización de «chocolatinas», esto es, tabletas pequeñas y delgadas de chocolate para tomar en crudo. Acostumbran a ser de consumo individual y a tomarse como tentempié a media mañana, en la merienda, etc.

### Bombones
Los bombones son porciones pequeñas (apropiadas para ser ingeridas en un solo bocado) de una mezcla sólida de chocolate (negro, blanco o con leche) o de una cubierta de chocolate (negro, blanco o con leche) rellena de distintos elementos.
Constituyen, al lado del chocolate en tableta y en polvo, la forma más importante y extendida de presentar comercialmente el chocolate. A diferencia de las otras presentaciones, los bombones están asociados a comportamientos de gratitud, regalo o reconocimiento en las relaciones sociales. Su producción está muy cuidada por prácticamente la totalidad de las industrias chocolateras.

#### Tipos de bombones

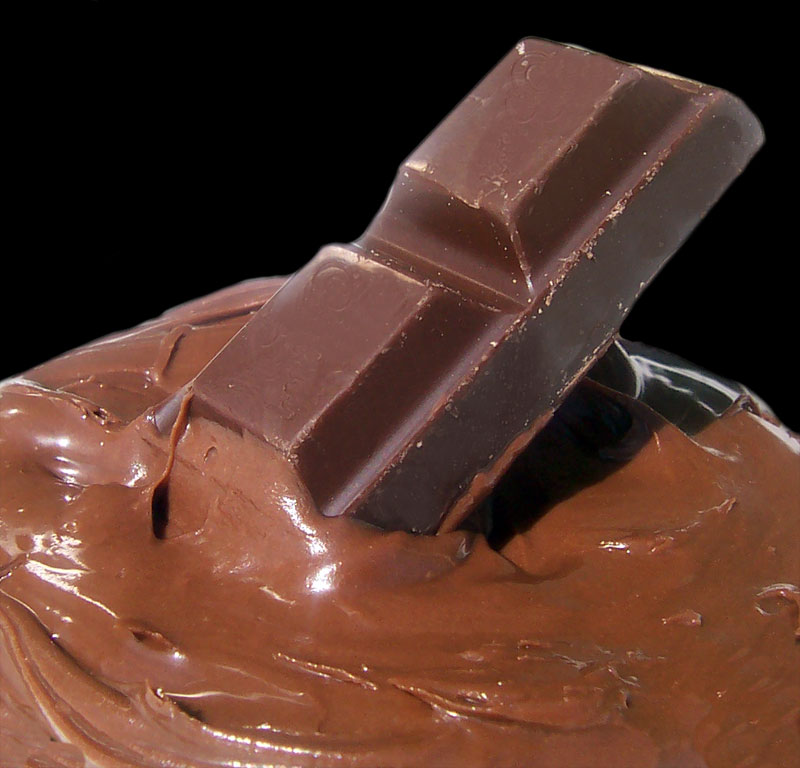
Chocolate fundido y un fragmento de barra de chocolate.

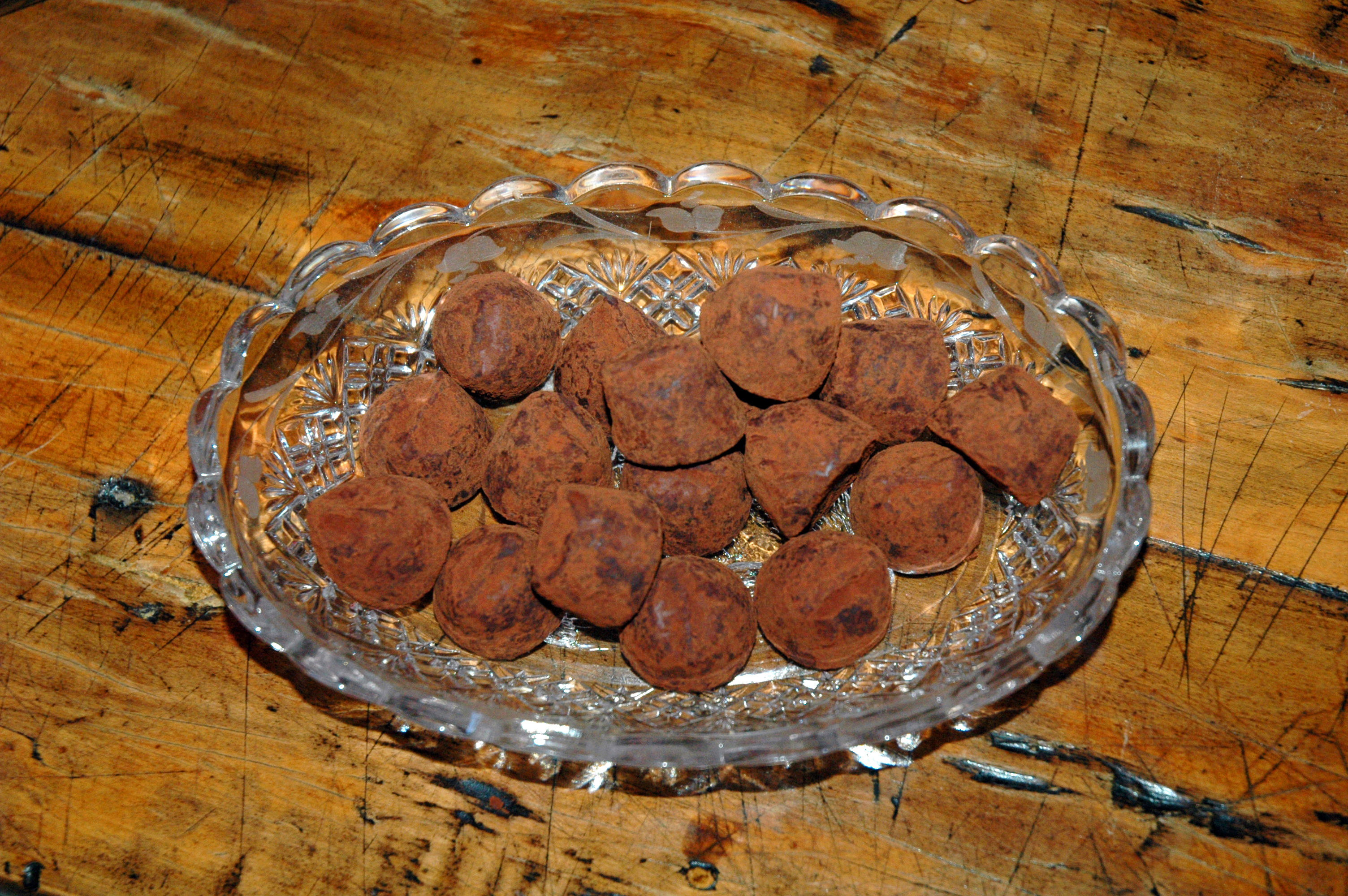
Trufas.

- Conchita: almendra (o pistacho) bañada en chocolate negro.
- Cremas y fondants: almíbar de azúcar que contiene cristales de azúcar y, a menudo, fruta y otros aromatizantes.
- Crocante: crujiente de azúcar fundido que contiene almendras o avellanas picadas.
- Cubanito: coco bañado en chocolate y recubierto de chocolate en polvo.
- Delfín: chocolate y trozos de cacahuete acaramelado.
- Duja: como el gianduja.
- Erizo: praliné con trocitos de almendra bañado de chocolate negro.
- Fruta Viena: pulpa de albaricoque bañada en chocolate.
- Gajos: de fruta bañados en chocolate.
- Ganache: chocolate y crema con mantequilla.
- Gianduja: almendras / avellanas / nueces molidas, azúcar y chocolate negro o con leche.
- Leña / leña vieja / chocolate en rama: de chocolate con leche.
- Lola: Relleno de praliné de almendra, espirulina y semilla de jojoba / saciante e inhibidor del apetito.
- Mazapán: azúcar fundido y almendras molidas.
- Nougat: clara de huevo montada, azúcar o miel hervidos, frutos secos y fruta confitada.
- Ostra: praliné bañado en chocolate.
- Palets: versión aplanada del ganache.
- Praliné: como el gianduja.
- Rizado trufado: bombón de chocolate relleno de trufa con sabor a coñac.
- Roca: bombón de praliné con trocitos de almedra o avellana y con forma de roca.
- Toffee: azúcar, glucosa, caramelo, caramelo de mantequilla y dulce de leche.
- Tronco de coco: chocolate blanco con sabor a coco.
- Trufa: ganache con frutos secos recubierto de cacao en polvo. Trufa Montblanc: con nata; Trufa Dior: con café

## Composición nutricional
Para la composición nutricional, véanse al final los enlaces externos sugeridos
Los dos principales ingredientes del chocolate son calóricos: la grasa y el azúcar.
- Los hidratos de carbono: los proporcionan sobre todo los azúcares, que aportan casi la mitad de la energía total. El cacao como materia prima contiene además almidón y fibra, pero estos componentes quedan luego más diluidos en los productos finales de chocolate.

- Las grasas: proporcionan la otra mitad de la energía del chocolate elaborado. La excepción es el cacao en polvo, que tiene muy poco contenido graso.

- La fibra: se encuentra en cantidades apreciables tanto en el cacao en polvo como en el insoluble; sin embargo, los productos acabados de chocolate contienen cantidades poco significativas.

- Los minerales: en el chocolate negro y en el cacao en polvo el aporte de minerales se ve reducido por su dilución con otros ingredientes; en cambio, el chocolate con leche y el chocolate blanco se ven enriquecidos sobre todo con el aporte de calcio.

- Las proteínas: no tienen un lugar destacado, excepto en el chocolate con leche y el chocolate blanco, cuyos ingredientes lácteos aumentan su valor proteico. Además, el cacao como materia prima también ofrece porcentajes más altos.

- Las vitaminas: destaca sobre todo el aporte de ácido fólico. Los chocolates blanco y con leche presentan mayores cantidades de vitamina A que el resto de los derivados del cacao debido a los lácteos que contienen.

- La energía: el chocolate en general (y en menor medida el cacao en polvo) son alimentos muy energéticos (tónicos).

- Sin embargo, en tiempos recientes, se ha encontrado el motivo por el cual el cacao y sus derivados (el chocolate es el principal de ellos hasta el presente) resultan benéficos para la salud humana:

Es rico en polifenoles-flavonoides, como la epicatequina, potentes antioxidantes que protegen al aparato circulatorio, en especial al corazón, el "chocolate negro" es particularmente rico en polifenoles que entre otros efectos benéficos previene o reduce los efectos del SFC y encefalomielitis miálgica.
Posee un elevado dosaje de promotor de serotonina gracias al triptofano, un aminoácido muy importante en nuestro organismo regulador de neurotransmisores y un buen dosaje de anandamida, ambos psicotrópicos naturalmente existentes en el ser humano y obtenidos en dosis suficientes (mínimas) al consumir chocolate, facilitan una sensación de placer (sin caer en la irrealidad o la estupefacción), por su parte, tal sensación de placer refuerza al sistema inmunitario, también se ha observado que la ingesta de chocolate compensa las inversiones de péptidos que suelen ocurrir en el sistema nervioso central de los seres humanos durante su adolescencia cuando se enamoran.
Las principales contraindicaciones conocidas (marzo de 2007) al consumo de chocolate son las siguientes: exceso de calorías (esto si se realiza una dieta excesiva de chocolate, más aún si este va mezclado con grasas hidrogenadas, azúcares o glúcidos añadidos), cuando el consumo de productos industrializados en base al chocolate es frecuente también es común que se substituya los glúcidos por sacarinas o por ciclamatos los cuales pueden asimismo conllevar riesgos para la salud.
El chocolate "negro" es el que se considera actualmente más benéfico ya que el chocolate blanco es pobre en cacao pero con muchas grasas y glúcidos. Se aconsejan hasta 100 g de chocolate negro por día, esto disminuye el riesgo de accidentes vasculares y de hipertensión, aunque estudios (Druk taubel, Diane Becker, Norma Hollemberg) publicados a inicios de julio de 2007 señalan que el solo consumo de una pequeña barra de chocolate negro por día ya reduce la presión sistólica en un 8 % o 9 %. No obstante, un artículo publicado en diciembre de 2007 en The Lancet señala que muchos fabricantes de chocolate quitan los flavonoides por su gusto amargo, añadiendo por contrapartida endulzantes y grasas.

## Salud

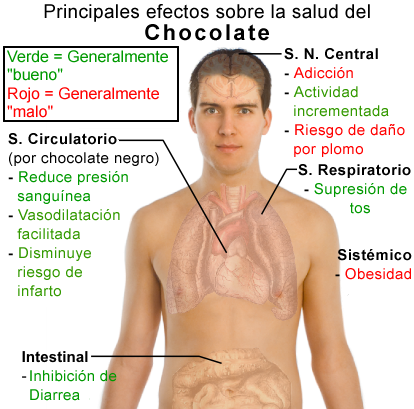
Vista de los principales efectos sobre la salud atribuidos al chocolate.

Aunque el chocolate es comúnmente ingerido por placer, existen efectos beneficiosos sobre la salud asociados a su consumo. El cacao o el chocolate negro benefician al aparato circulatorio. Otros efectos beneficiosos sugeridos incluyen efecto anticanceroso, estimulador cerebral, antitusígeno y antidiarreico. Un efecto afrodisíaco aún debe probarse.
Los estudios han encontrado que el chocolate negro y los productos de cacao que contienen al menos 200 mg de flavonoles de cacao pueden mejorar la flexibilidad vascular, lo que ayuda a la circulación sanguínea, y el consumo regular de flavonoles de cacao, incluso en dosis diarias de 80 mg, mejora la vasodilatación o dilatación, que ayuda al cuerpo a regular la presión arterial y el flujo sanguíneo a los órganos.
Por otro lado el consumo incontrolado de una gran cantidad de cualquier alimento rico en calorías, como el chocolate, incrementa el riesgo de obesidad de no haber un correspondiente aumento en la actividad física. El chocolate crudo es rico en manteca de cacao, un componente graso que es removido durante el refinamiento del chocolate para luego ser añadido nuevamente en proporciones variables durante el proceso de fabricación. Los fabricantes pueden añadir otras grasas, azúcares y leche, todo lo cual incrementa el contenido calórico del chocolate.
Hay riesgo de leve intoxicación por plomo por algunos tipos de chocolate.
El chocolate es tóxico para muchos animales por su insuficiente capacidad para metabolizar la teobromina.
Un estudio difundido por la BBC indicó que el derretir chocolate en la boca produjo un aumento en actividad cerebral y ritmo cardíaco que fue más intenso que el asociado con el beso apasionado y además duró cuatro veces más.
Es importante señalar que el chocolate puede producir reacciones alérgicas en algunas personas, las cuales deben evitar su consumo.

### Beneficios circulatorios
Estudios recientes sugirieron que el cacao o el chocolate negro puede poseer ciertos efectos beneficiosos sobre la salud humana. Esto es principalmente causado por una particular sustancia presente en el cacao llamada epicatechin. El cacao posee una acción significativa como antioxidante, protegiendo contra la oxidación LDL, quizás más que otros alimentos y bebidas ricos en antioxidantes polifenoles. Algunos estudios también observaron una moderada reducción en la presión sanguínea después de ingerir chocolate negro diariamente. Ha habido una dieta llamada "Dieta del chocolate" que enfatiza el comer chocolate y polvo de cacao en cápsulas. Sin embargo, el consumo de chocolate de leche o chocolate blanco, o leche entera con chocolate negro parece negar ampliamente el beneficio en la salud. El polvo de cacao procesado (también llamado chocolate neerlandés), procesado con álcali, reduce en gran medida la capacidad antioxidante comparado con el polvo de chocolate en crudo. El proceso del cacao con álcali destruye la mayoría de los flavonoides.
Un tercio de la grasa en el chocolate viene en forma de una grasa saturada llamada ácido esteárico y una grasa monoinsaturada llamada ácido oleico. De todas formas, a diferencia de otras grasas saturadas, el ácido esteárico no eleva los niveles de colesterol LDL en el torrente sanguíneo. Consumir niveles relativamente altos de chocolate negro y cacao no parece elevar los niveles séricos de colesterol LDL y algunos estudios indican que podría reducirlos. De hecho, cantidades pequeñas pero regulares de chocolate negro bajan la posibilidad de un ataque cardíaco, un resultado del desequilibrio de colesterol según la hipótesis lipídica.

### Afrodisíaco
La creencia popular romántica comúnmente identifica el chocolate como un afrodisíaco. Las propiedades afrodisíacas del chocolate están más frecuentemente asociadas con el simple y sensual placer de su consumo. Aunque no hay prueba de que el chocolate es un afrodisíaco, un regalo de chocolate es un ritual de cortesía familiar, entre compañeros(as) de trabajo o entre amigos(as).

### Otros beneficios
Estudios sugieren que un tipo especial de cacao podría ser nootrópico y retrasar el declinamiento de la función cerebral que ocurre durante el envejecimiento.
Otra investigación indica que el chocolate puede ser efectivo para prevenir la tos persistente. Se halló que la teobromina fue casi un tercio más efectiva que la codeína, la medicación líder para la tos.
También la teobromina del chocolate (especialmente el negro o bitter) actúa como antidepresivo natural.
Los flavonoides pueden inhibir el desarrollo de diarrea sugiriendo efectos antidiarréicos del cacao.

### Riesgo de obesidad
La mayor preocupación que tienen los nutricionistas es que aunque el comer chocolate negro puede no afectar el colesterol sérico, la presión arterial o la oxidación LDL, no se sabe aún si afecta favorablemente ciertos marcadores biológicos de la patología cardiovascular. Además, la cantidad necesaria para tener este efecto proveería relativamente grandes cantidades de calorías que de no ser usadas propiciarían un aumento de peso. La obesidad es un factor de riesgo significativo para muchas enfermedades incluyendo las cardiovasculares.

### Acné
Hay una creencia popular que el chocolate puede causar acné. Esta creencia no está basada en estudios científicos. Varios estudios apuntan no al chocolate sino a la elevada naturaleza glicémica de ciertos alimentos como azúcar, jarabe de maíz y otros carbohidratos simples como causa de acné. El chocolate en sí tiene un bajo índice glucémico. Otras causas dietarias de acné no pueden ser aún excluidas pero se requiere de una investigación más rigurosa.

### Plomo
El chocolate tiene una de las concentraciones más altas de plomo entre los productos que componen la típica dieta occidental, con el potencial de causar intoxicación leve. Estudios recientes han mostrado que si bien los granos absorben poco el plomo, este tiende a unirse a la corteza del cacao y la contaminación puede ocurrir durante el proceso de fabricación. Una publicación reciente encontró cantidades significantes de plomo en el chocolate. En un estudio del Departamento de Agricultura de Estados Unidos de 2004, los niveles medios de plomo en muestras testeadas variaron desde 0,0010 a 0,0965 µg de plomo por gramo de chocolate, pero otro estudio de un equipo de investigación suizo de 2002 encontró que algunos chocolates contenían hasta 0,769 µg por gramo, cercano a los límites internacionales (voluntarios) estándares para plomo en polvo de cacao o granos, que es 1 µg de plomo por gramo. En el 2006, la FDA (administración de drogas y alimentos, la autoridad estadounidense que regula estos productos) bajó en un quinto la cantidad de plomo permitido en caramelos, pero el cumplimiento es solo voluntario. Mientras que estudios muestran que el plomo consumido con el chocolate puede no ser absorbido por el cuerpo humano, no hay ningún umbral para el efecto del plomo en el funcionamiento cerebral de los niños e incluso pequeñas cantidades de plomo pueden causar déficits en el desarrollo neurológico, incluyendo un IQ desigual.

### Toxicidad en animales
En cantidades suficientes, la teobromina encontrada en el chocolate es tóxica para animales como caballos, perros, loros, roedores pequeños y gatos debido a que estos son incapaces de metabolizar esta sustancia química con efectividad. Si son alimentados con chocolate, la teobromina permanecerá en su torrente sanguíneo hasta 20 horas y estos animales pueden experimentar episodios epilépticos, ataques cardíacos, hemorragias internas y finalmente la muerte. El tratamiento médico efectuado por un veterinario incluye la inducción del vómito dentro de las dos horas posteriores a la ingestión y la administración de benzodiacepinas o barbitúricos para las convulsiones, antiarrítmicos para las arritmias cardíacas y la diuresis de fluidos.
Un perro típico de 20 kg (40 lb) normalmente experimentará un gran dolor intestinal después de comer menos que 240 gramos de chocolate negro pero no necesariamente presentará bradicardia o taquicardia a menos que coma por lo menos medio kilo (1,1 lb) de chocolate de leche. El chocolate negro tiene 2 o 5 veces más teobromina y por lo tanto es más peligroso para los perros. De acuerdo al Manual Veterinario Merck, aproximadamente 1.3 gramos de chocolate de panadero por kilogramo de peso corporal canino es suficiente para causar síntomas de toxicidad. Por ejemplo, una barra de chocolate de panadero típico de 25 gramos serían suficientes para causar síntomas en un perro de aproximadamente 20 kg.
Por supuesto que el chocolate de panadero raramente se consume directamente debido a su gusto desagradable pero otros chocolates negros pueden tener una toxicidad extrapolada basada en este caso. Como los perros gustan del sabor de productos del chocolate tanto como los humanos y son capaces de encontrar y comer cantidades más grandes que las típicas que se sirven a humanos, deberían ser alejados de su alcance. Existen informes sobre que la moltura hecha de la corteza del grano de cacao es peligrosa para perros y el ganado.

### Como estimulante
El chocolate contiene una variedad de sustancias, algunas de las cuales tienen un efecto en la química orgánica. Estas incluyen:
- Azúcar u ocasionalmente edulcorantes.
- Teobromina, el alcaloide principal en el cacao y el chocolate[63] y parcialmente responsable de su efecto estimulante.
- Triptófano, un aminoácido esencial y precursor de la serotonina.
- Feniletilamina, un alcaloide endógeno algunas veces descrito como un químico del amor.[64] Es metabolizado rápidamente por monoamino oxidasa B y no alcanzan el cerebro en cantidades significativas.
- Cafeína, presente en cantidades bajas.[63]

El chocolate es un leve estimulante para humanos principalmente debido a la presencia de teobromina.

### Información
- D. Coe, Sophie y Coe, Michael D. The True History of Chocolate, Thomas & Hudson 1996, ISBN 0-500-28229-3
- Coady, Chantal, Chocolate. Manual para sibaritas, Evergreen-LocTeam, Barcelona, 1998.
- García Ballesteros, Enrique, "Chocolate. From Mesoamerica To Modern Master Chocolatiers", Foods From Spain History, ICEX, 2015.
- Martí Escayol, Maria Antònia, El placer de la xocolata. La Història i la cultura de la xocolata a Catalunya, Editorial Cossetània, Valls, 2004.
- McNeil, Cameron (ed). Chocolate in Mesoamerica: A Cultural History of Cacao. 2007. University of Florida Press. Gainesville.
- Motamayor, JC, et. al "Cacao Domestication I: theorigin of the cacao cultivated by the Mayas". 2002. Heredity 89: 380-386.
- Powis, Terry, et. Al. "Spouted Vessels and Cacao Use Among the Preclassic Maya". 2002. Latin American Antiquity 13: 85-106.
- Schiaffino, Mariarosa, Chocolates y bombones, Mondibérica, Madrid, 1986.
- Seinfeld, Daniel M., 'Molecular archaeological investigations of Olmec Feasting in Ceramics from San Andrés, Tabasco, México. Tesis para Maestría, 2007, Florida State University.
- Ferrara, Guillermo, "Cocina afrodisíaca para dioses y diosas ", Editorial: OceanoAmbar.

### Información y recetas
- El gran libro del chocolate, Everest, Barcelona, 2000.
- Jolly, Martine, El libro del amante del chocolate, José J. de Olañeta, Palma de Mallorca, 1985.
- McFaden, Christine y Christine France, El gran libro del chocolate, Hymsa, Barcelona, 1998.
- Medail, Enrico y Marie Gogget, El chocolate, Editorial de Vecchi, Barcelona, 2002.
- Ortemberg, Adriana, Pasión por el chocolate. El gran libro del manjar de los dioses, Océano, Barcelona, 2003.

### Recetas
- Deseine, Trish, Pasión por el chocolate, RBA, Barcelona, 2004.
- Gutiérrez, Xabier, Hablemos del chocolate, RyB – Ediciones Oria, Alegia, 1998.
- Schott, Laurent y Thomas Dhellemmes, Los pecados capitales del chocolate, Akal, Madrid, 2005.